# 290
Спільне правління імператора Діоклетіана і Максиміана у Римській імперії. У Китаї править династія Західна Цзінь, в Японії триває період Ямато. У Персії править династія Сассанідів.
На території лісостепової України Черняхівська культура. У Північному Причорномор'ї готи й сармати.

## Події
- Зі смертю Васудеви III Кушанська імперія розпалася на окремі князівства.
- Діоклетіан і Максиміан зустрічаються в Медіолані відсвяткувати п'яту річницю спільного правління й обговорити плани. Рим стає тільки церемоніальною столицею.
- Діоклетіан і Максиміан неохоче визнають Караузія де-факто правителем Британії.
- Караузій успішно воює з франками і саксами, будує фортифікації на узбережжі Британії.